# Д’Эйншем, Уолтер
Уолтер д’Эйншем, иначе Уолтер де Хэмпшем (англ. Walter d'Eynsham, Walter de Hempsham; ум. не ранее 1229) — монах приората Кентерберийского собора, избранный архиепископ Кентерберийский (1228).

## Биография
3 августа 1228 года кентерберийские монахи избрали Уолтера д’Эйншема на освободившуюся после смерти Стивена Лэнгтона Кентерберийскую архиепископскую кафедру, но король Генрих III отменил это решение. Кроме того, группа кардиналов организовала Уолтеру экзамен по богословию и сочла его результаты неудовлетворительными. Основываясь на этом обстоятельстве, Папа Римский Григорий IX 4 января 1229 года объявил его непригодным для архиепископской должности.